# The Southern Death Cult
The Southern Death Cult war eine englische Positive-Punk/Goth-Punk-Band in den frühen 1980ern.

## Geschichte

### Vorwort
Ian Astbury wurde in Heswall, Cheshire geboren und wuchs in Kanada auf. Er zeigte schon früh ein großes Interesse für die nordamerikanische Indianerkultur und besuchte mit zwölf Jahren ein Reservat der Mohawk-Indianer. Deren Religion und Spiritualität faszinierten ihn, was ihn musikalisch später deutlich prägen sollte. Im Jahre 1978 verließ er die Schule und ging in die Armee – den militärischen Dienst quittierte er allerdings bereits nach vier Wochen. Im kanadischen Fernsehen sah er einen Bericht über die Punk-Band Sex Pistols. Beeindruckt von der bereits absterbenden Punk-Szene zog er nach England, um diese Dymanik des Punks hautnah mitzuerleben. Nach einigen Stopps im United Kingdom residierte er schließlich in Bradford, wo er unter seinem Künstlernamen „Ian Lindsay“ letzten Endes auf die restlichen Mitglieder von The Southern Death Cult traf.

### Vorgeschichte
The Southern Death Cult entstand aus den Überresten der Punkband Violation, die im Juni 1979 von Schlagzeuger „Aki“ Haq Nawaz Qureshi (jetzt bei Fun-Da-Mental) und Bassist Barry Jepson zusammen mit Guitarist Mick Isles und dem Sänger Mick Brady gegründet wurde. Nach einem Auftritt als lokale Vorgruppe für The Clash stieg Brady aus und wurde durch den neuen Sänger Gary O’Connell ersetzt. Am 18. Oktober 1980 veranstaltete Aki Nawaz ein Konzert mit der Anarcho-Punkband Crass, auf dem er zum ersten Mal Ian Astbury traf; von dem Erlös kaufte er sich das erste richtige Schlagzeug. Am 3. und 4. Januar 1981 nahm die Band in einem Community Centre in Bradford ein Demotape mit 13 Songs auf, daraufhin stieg jedoch Gitarrist Mick Isles aus. Das letzte Konzert fand im Februar 1981 in Newcastle statt, Justin Sullivan von der befreundeten Band New Model Army half an der Gitarre aus. Danach verließ auch Sänger Gary O’Connell die Band.

### Werdegang
Aki Nawaz und Barry Jepson fanden einen neuen Gitarristen namens David „Buzz“ Burrows und begannen mit Ian Astbury zu proben, der als neuen Bandnamen The Southern Death Cult vorschlug.
Der erste Auftritt fand im Juli 1981 im Reggae-Club „Mayflower“ in Bradford statt, die Band spielte 4 Songs für einen Fernsehbeitrag über die örtliche Musikszene für Yorkshire Television, der letztendlich aber nicht gesendet wurde. Ein Kamerateam für eine Reportage über Jugendkultur und Jugendarbeitslosigkeit begleitete die Band und filmte den Auftritt für die Sendung What is Life. Organisiert wurde das Konzert vom Bruder des Drummers Qureshi, der zu dieser Zeit als Promoter in Bradford tätig war. Der erste richtige öffentliche Auftritt folgte am 22. Oktober 1981 im „1 in 12 Club“ im The Sun Hotel in Bradford.
Am 14. Dezember 1981 spielte die Band ihr erstes Konzert in London im Vorprogramm von Chelsea im prestigeträchtigen Marquee Club und erregte erstmals die Aufmerksamkeit der landesweiten Musikpresse; der Konzertbericht im Musikwochenblatt Sounds nannte die Band allerdings Sudden Death Cult.
Nachdem The Southern Death Cult für nun fünf Auftritte mit der Band Theatre of Hate gebucht worden war, kam die Band in Kontakt mit dem Gitarristen Billy Duffy, der so begeistert von Astburys Bühnenpräsenz war, dass er später ein Teil der Band The Cult wurde und bei Theatre of Hate ausstieg. Nachdem die Konzerte erfolgreich absolviert wurden und die damalige Szene großes Interesse an The Southern Death Cult zeigte, wurden weitere Auftritte mit Theatre of Hate und The Cash über die nächsten Monate verbucht.
Eine Peel-Session im Mai 1982 wurde von der Band erfolgreich dazu genutzt, weiter für sich zu werben und weitere Songs aufzunehmen. Mit Erfolg – The Southern Death Cult unterschrieb im Herbst für eine Single bei Situation 2, einem Abkömmling vom Label Beggars Banquet. Weitere Auftritte mit Bands wie Sex Gang Children, UK Decay und anderen Bands aus dem Umfeld des frühen Gothic Punk folgten über die nächsten Monate. Im Oktober 1982 konnten sie ihren Erfolg als Supportact für die kommende Tournee der Gothic-Band Bauhaus ausbauen.
Die 7″-Single Fatman erschien letztendlich im Dezember 1982, belegte direkt Platz 1 der Indie-Charts in England und wurde 1983 als engster „Rivale“ aus dem gleichen Genre, des Gothic-Rock-Stückes Temple of Love der Sisters of Mercy beschrieben. Die darauf erschienene EP Moya / Fatman / The Girl erreichte ebenfalls die Spitzen der Charts in England.

### Plötzliches Ende
Nach einer Tour mit Bauhaus wurde es kurzzeitig ruhig um die Band. Ian Astbury flog zurück nach Nordamerika, um seine Familie zu besuchen. Dies sollte entscheidend für den Werdegang der Band werden, da er fasziniert vom amerikanischen Musikmarkt, nach Bradford zurückkehrte.
Obwohl das Interesse der Plattenfirmen zu keinem Zeitpunkt größer war, und EMI wie auch die CBS der Band mit einem Angebot von 300.000 Pfund lockte, zögerte Astbury.
Die englischen Medien standen der Band zu dieser Zeit kritisch gegenüber. Die NME schrieb in einem Artikel 1983 über ein Konzert im Manchester Poly, dass „es noch lange brauchen würde bis The Southern Death Cult eine tatsächliche musikalische Leistung bieten würden und sie noch einen langen Weg vor sich hätten“. Zusätzlich war Ashbury nunmehr der Meinung, das volle Potential aus der Band herausgeholt zu haben, Faktoren die ihn noch mehr in seiner Intention bestärkten sich für den amerikanischen Markt zu öffnen und sich noch stärker mit der Musik und dem Songwriting zu beschäftigen zu wollen.

„Ich wollte mich stärker mit dem Songwriting auseinandersetzen. Mir war die Sache so verdammt ernst[...] Es drehte sich so viel um den Erfolg[...] Man kann nicht nach Amerika wenn einen dort niemand kennt und auch in Europa kann man höchstens in kleinem Rahmen auf Tournee. Ich wollte nicht, dass es uns so geht. Deswegen löste ich die Band auf“

Am 26. Februar 1983 spielte The Southern Death Cult ihr letztes Konzert. Einen Monat später löste Astbury die Gruppe endgültig auf.
Kurz danach entstand die Gruppe Death Cult, die später in The Cult umbenannt wurde. Gleichzeitig streifte sie das Gothic-Image vollständig ab, um den Erfolg in den USA zu gewährleisten.

## Death Cult & The Cult
Die Band Death Cult war ebenso nur von kurzer Dauer und veröffentlichte lediglich eine Single (Gods Zoo) und eine EP (Horse Nation) mit vier Liedern, die mit einer kurzen Europa-Tour promotet wurde. Dabei ließ sich Ian Astbury von Büchern wie Bury My Heart at Wounded Knee inspirieren. Die Single und die EP sind stilistisch dennoch weiterhin dem Post-Punk und Gothic Rock zuzuordnen. Trotzdem war Astbury immer noch der festen Überzeugung, dass er den Durchbruch in den Staaten schaffen müsse, und das war nach seiner Sicht mit einem Namen wie Death Cult unmöglich, wie er später zugab.
Die Kompilation Ghost Dance wurde nach der Umbenennung in The Cult veröffentlicht und zeigt wie auch die EP schon eine deutlich rockigere Spielweise und lässt erahnen in welche Richtung sich The Cult später entwickeln sollte. Einige Lieder dieser Kompilation finden sich auf dem Dreamtime-Album wieder.
Dennoch ist der gesamte Output der Band wie auch die Ghost Dance noch im Post-Punk wie auch im Gothic Rock verortet.

„Der war zu Gothic, zu düster, und in den USA konnte damit niemand etwas anfangen.Zudem warf uns das in einen Topf mit zu vielen Bands, die gerade auf dem absteigenden Ast waren mit dieser Geschichte um Positive Punk“

Er nannte seine neue Band daher nur noch The Cult und veröffentlichte im September 1984 mit Dreamtime eines der ersten Rockalben, die der Szene entsprangen. Dieses weist nur noch vereinzelt mit Liedern wie Go West und A Flower in the Desert noch die für Gothic Rock üblichen Klänge auf. Trotz der ähnlich klingenden Bandnamen unterscheidet sich The Southern Death Cult deutlich von The Cult – sowohl musikalisch als auch in der Besetzung. Die anderen Mitglieder von Southern Death Cult gründeten die Band Getting the Fear, die sich aber auch 1985 auflöste. Aki Qureshi gründete später die islamische Hip-Hop-Gruppe Fun-Da-Mental und das Label Nation Records.

## Stil
Die Musik und das optische Auftreten von Astbury spiegelten die intensiven indianischen Motive und das Interesse an der nordamerikanischen Indianerkultur wider, die er in seiner Kindeszeit in Kanada erlebt hatte. So behandelte er in seinen Texten zum Beispiel Themen wie das Wounded Knee Massacre. So trat die Band – und vor allem Astbury – zu seiner Zeit extrem geschminkt auf und verzierte sein Outfit mit Feder-Ohrringen und anderen Accessoires, die der indianischen Kultur entsprachen oder artverwandt waren.
Astbury war allerdings nicht der einzige, da auch andere frühe Szene-Ikonen wie Siouxsie Sioux sich von optischen Einflüssen aus der indianischen und ägyptischen Kultur beeinflussen ließen.

„Der Sänger ist seltsam, wirklich seltsam. Da gehen einem die Augen über. Sein Gesicht (ich nehme mal an das er eins hat), ist hinter einer Lawine roten und schwarzen Haars und Bommeln aus Kaninchenfell versteckt, und er wandert in echter Western B-Movie-Manier über die Bühne“

## Musikalischer Stil und Definition
Musikalisch ist The Southern Death Cult dem Gothic Punk/Gothic Rock untergeordnet und verzeichnete musikalisch einen hohen Bezug und Ähnlichkeit zu Post-Punk-Bands wie Joy Division oder Theatre of Hate. Wie es für frühe Gothic-Bands üblich ist, weist auch The Southern Death Cult eine im Punk verwurzelte Spielweise auf.
So sind z. B. Lieder wie Moya durch ihren Gothic-Rock-typischen langen klaren Melodiebogen auszumachen. Der E-Bass nimmt hier eine begleitende Rolle ein, während die eher langsame Gitarre mit heller Klangfarbe gespielt wird und dominierend in den Vordergrund rückt.
Lieder wie z. B. Crow, Apache, The Crypt, Vivisection, False Faces, The Girl oder Fatman sind dagegen dem Gothic Punk zuzuordnen. Diese Lieder sind schneller und hektischer, dabei heller und stärker durch den Rhythmus dominiert. Der Bass bei diesen Liedern ist oftmals ein gleichwertiges bis dominierendes Instrument. Die Gitarre füllt oftmals nur Lücken und ist im Gothic Punk selten zentrales Instrument. Zudem werden die Gitarren selten flächendeckend gespielt, so dass der Bass und die Gitarre gleichzeitig präsent zu hören sind.
Oftmals weist die Gitarre auch auf die für den Gothic Punk/Rock nicht unübliche Picking-Spielweise auf. Soli sind derweil nicht vorhanden.
Lieder wie Today lassen sich am besten stilistisch dem Post-Punk zurechnen. Das Schlagzeug ist, typisch für den Stil, sehr rhythmusorientiert, während der tiefe Bass und das hell klingende Gitarrenspiel dominieren und der schwermütige Gesang in den Hintergrund rückt.
Das Schlagzeug, bei welchem auch folgende Bands wie The Southern Death Cult oder Siouxsie and the Banshees den Einsatz der Becken minimierten, klang im Gothic Punk wie „hypnotische Trauermärsche oder Tom-Tom-lastig“, dazu spielten meist „rasend schnelle Gitarren“ und „hohe Post-Joy-Division-Bassläufe“, der Gesang ging währenddessen entweder beinah ins „Opernhafte“ oder klang tief und klagend in Anlehnung an Ian Curtis und Jim Morrison.

## Wahrnehmung
The Southern Death Cult gilt als einer der wichtigsten frühen musikalischen Vertreter der Gothic-Szene, obgleich sich Bands wie The Southern Death Cult selber stets als Punks sahen und mit der damals noch neuen Gothic-Szene wenig anfangen konnten. Der NME schrieb Ende Oktober 1982 einen Bericht über The Southern Death Cult. Gleichzeitig war Astbury auf dem dazugehörigen Cover. Mit dem Einleitungssatz Post-Punk comes the last Tribe wurde The Southern Death Cult damals schon als Post-Punk-Band klassifiziert. Anfang des Jahres 1983 wurden die aktuell aufstrebenden Bands Birgandage, Blood and Roses, wie auch die schon zuvor 1982 erwähnten Sex Gang Children und The Southern Death Cult u. a. stellvertretend für die Masse der Bands um das Batcave, und solche, die stilistisch dazu passten, als Positive-Punk betitelt.

### Wahrnehmung des Artwork & Wirkung
So wurde das Coverartwork der 7-Single Fatman von Kritikern als demonstrierendes Paradebeispiel angesehen.
Nach Aussage von Seiten wie Plunder the Tombs verdeutlicht das Cover wie „dünn“ die Wand zwischen Punk/Post-Punk und dem, was man später als frühen Gothic verstehen würde, letztendlich war. Somit wurde Southern Death Cult auch in dieser Hinsicht von Kritikern als typischer Vertreter des Gothic Punk angesehen und verdeutlicht optisch somit nach Angaben die im Punk verwurzelte Spielweise des Gothic.

„The Fatman 7" - Southern Death Cult cover art here demonstrating just
how thin the wall really was between punk and what would
become understood as early "Goth".“

## Diskografie
- 1982: Moya / Fatman (7″)
- 1982: Moya / Fatman / The Girl (12″)
- 1983: The Southern Death Cult (Kompilation)